# Roy Kayara
Roy Kayara (2 maggio 1990) è un calciatore francese, difensore o centrocampista dello Hienghène Sport e della nazionale della Nuova Caledonia.

## Carriera

### Club
In carriera ha giocato 4 edizioni  nella OFC Champions League (vincendo l'edizione 2018 e l'edizione 2019) ed ha giocato una partita in Coppa di Francia, nella partita persa per 4-0 contro il Paris FC nel 2010.

### Nazionale
Il 1º giugno 2012 realizza un gol nella partita tra Nuova Caledonia e Vanuatu conclusasi sul punteggio di 5-2 e valida per il girone A della Coppa delle nazioni oceaniane 2012. Il successivo 5 giugno mette invece a segno il primo dei 9 gol con cui la sua squadra sconfigge Samoa. Nel 2012 e nel 2016 partecipa alla Coppa delle nazioni oceaniane, di cui nel 2012 la sua nazionale è anche finalista perdente.

## Palmarès

### Club

#### Competizioni nazionali
- Super Ligue (Nuova Caledonia): 2

Hienghène Sport: 2019, 2021
- Coppa della Nuova Caledonia: 3

Hienghène Sport: 2019, 2020, 2022

#### Competizioni internazionali
- OFC Champions League: 2

Team Wellington: 2018
Hienghène Sport: 2019

### Nazionale
- Argento alla Coppa delle nazioni oceaniane: 1

Isole Salomone 2012